# Francis Ebejer
Francis Ebejer (né le 28 août 1925 à Dingli, mort le 10 juin 1993 à San Ġiljan) est un romancier et dramaturge maltais, de langue anglaise et maltaise.

## Biographie
Ebejer est né et a grandi à Dingli, il est l'aîné d'une fratrie de sept enfants. Ses parents étaient enseignants.
Ebejer fait des études de médecine à l'université de Malte en 1942 et 1943. Il les abandonne pour servir d'interprète anglais/italien pour les armées britanniques en Afrique du nord. Il se retrouve en Grande-Bretagne à la libération comme professeur au collège St Mary à Twickenham jusqu'en 1950. De retour à Malte, il occupe des fonctions de directeur d'école jusqu'en 1977.
Ebejer écrit aussi bien en anglais qu'en maltais. Il commença sa carrière en écrivant pour la radio et la télévision, tout en publiant des nouvelles qui furent publiées à New-York entre 1980 et 1992. Quelques-uns de ses écrits ont été traduits en italien, néerlandais et japonais. Il écrivit ensuite plusieurs romans en anglais et quelques pièces de théâtre en maltais.
Il est enterré à Dingli.

## Romancier
Ebejer écrivit tous ses romans en anglais sauf un. Son premier roman, A Wreath of Maltese Innocents, est écrit en 1958 puis il publie Wild Spell of Summer (1968), In the Eye of the Sun (1969), Come Again in Spring : Requiem for a Malta Facist (1980) et Leap of Malta Dolphins (1982). Son dernier roman, The Malta Baron and Lucien, parait après sa mort, en 2002. Tout comme "Requiem for a Malta fascist" il porte sur la Seconde Guerre mondiale et le fascisme, sujets importants pour Ebejer.

## Dramaturge
Ebejer connaitra le succès avec trois pièces, Vaganzi tas-Sajf (1962), Boulevard (1964) et Menz (1966), toutes écrites en maltais. Parmi les pièces en langue anglaise, on trouve "Bloddy in Bolivia" ou encore "The Cliffhangers" qu'il a ensuite traduit en maltais sous le titre "l-imwarrbin".
Vaganzi tas-sajf a été traduit en français par Georges Barthouil sous le titre "Vacances d'été".

## Distinctions
Après une première apparition dans un concours théâtral, en 1950, avec Ċpar fix-Xemx (Brouillard dans le soleil), Francis Ebejer remporte le concours du théâtre Manoel avec sa pièces Vaganzi tas-Sajf (Vacances d'été). En 1966, il remporte les deux premières places de ce même concours avec Menz et Il-Ħadd fuq il-Bejt (Dimanche sur le toit).